# Liesbeth Mende
Liesbeth Mende (1975) is een Nederlandse schrijfster van Indische afkomst en onder meer bekend van haar debuutroman Afhaalmeisje.
Zij studeerde aan de Hogeschool voor de Kunsten te Utrecht Dramaschrijven.
Ze publiceerde in verschillende literaire tijdschriften en won in 2001 de Elle Literatuurprijs waarbij ze werd opgemerkt door een jurylid dat werkzaam was bij De Arbeiderspers. 
Mende doet mij denken aan de jonge Campert - Maarten 't Hart.